# 大西洋革命

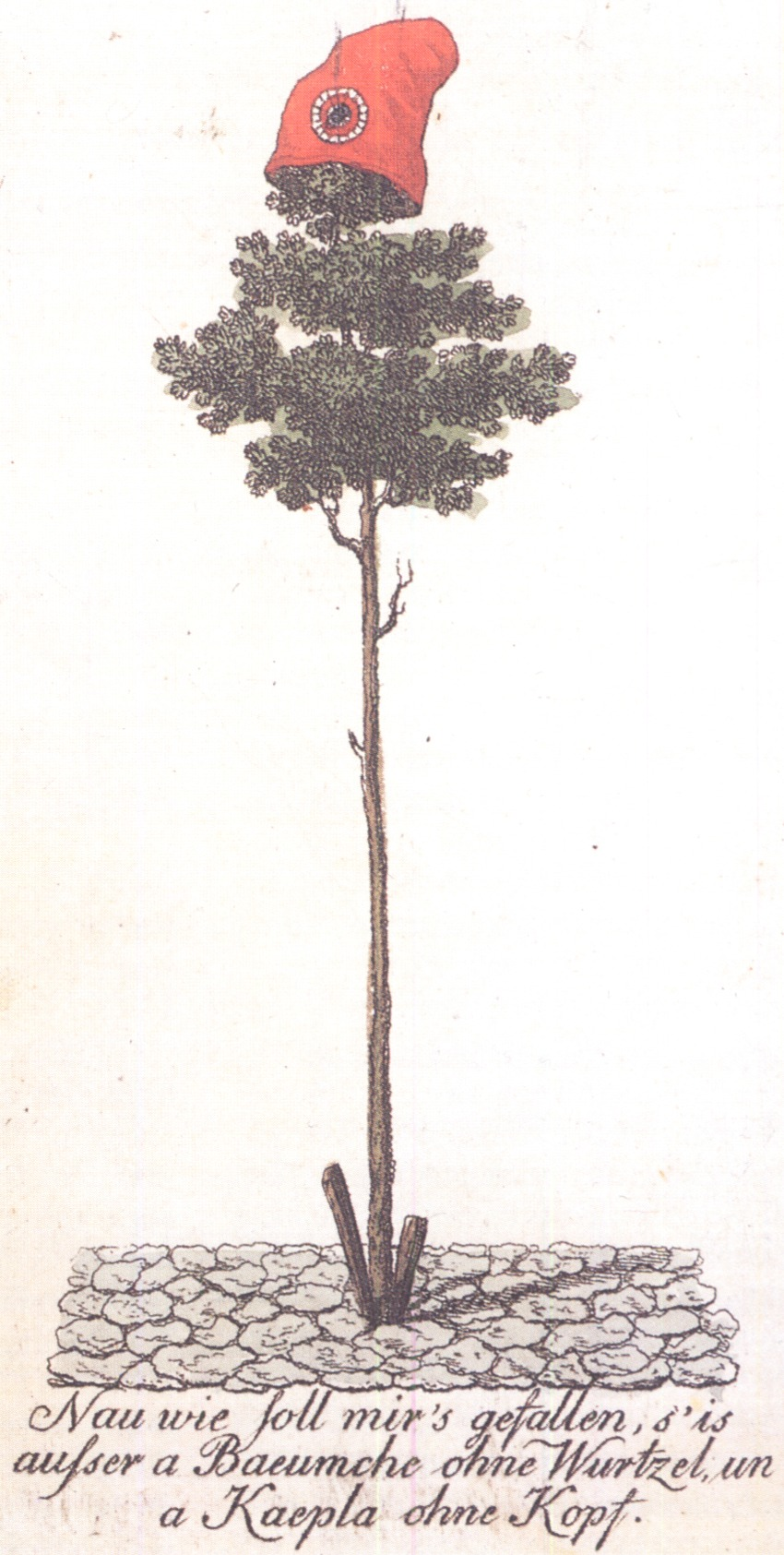
1793年，人們在美因茨樹立了一棵放着弗里吉亞帽的自由樹。这种符号在当时的几次革命性运动廣泛使用

大西洋革命是18世纪末和19世纪初的革命浪潮的總稱。从1760年代到1870年代，影響範圍波及大西洋兩岸。
它发生在美洲和欧洲，包括美国（1765–1783），波兰–立陶宛联邦（1788-1792），法国和法国控制的欧洲（1789–1814），海地（1791–1804），爱尔兰（1798年）和西班牙美洲（1810-1825）。 同時在瑞士，俄罗斯和巴西產生了小規模動盪。每个国家的革命者對彼此有著或多或少的了解，并且在某种程度上受到了彼此的启发和鼓舞。
新大陸的独立运动始于1765年至1783年的美国独立战争。在此期間法国，荷兰和西班牙协助新的美利坚合众国脱离英国独立。1790年代在法屬殖民地爆發了海地革命。随着西班牙在欧洲战争中陷入困境，其在美洲大陆的殖民地也在1820年左右获得了独立。
从长远来看，革命大都是成功的。他们广泛传播了自由主义、共和主义，推翻贵族、国王和教会的理念。他们强调了启蒙运动的普遍理想，例如人人平等（包括在法律上享有平等的正义，而不是当地贵族一时兴起的特定正义）。他们表明，现代的革命观念实际上可以在实践中起作用，而这种革命观念是从塑造一个全新的政府开始的。這些革命思想诞生并持续发展到今天。

## 相关的國家与革命
- 科西嘉革命（1755–1769）
- 庞蒂亚克战争（1763-1766）
- 美国独立战争（1765–1783）
- 1782年日内瓦革命
- 西北印度战争 (1785-1795)
- 荷兰爱国者起义（1785）
- 法国大革命（1789–1799）
- 列日革命（1789–1795）
- 布拉班特革命（1790）
- 海地革命 (1791-1804）
- 在英属维尔京群岛，轻微的奴隶起义发生于1790年，1823年和1830年。
- 保卫宪法的波兰战争（1792）和科希丘兹科起义（1794）
- 瑞士苏黎世州的史塔夫纳·汉德尔（Stäfner Handel）（1794-1795）
- 巴达维亚革命（1795）
- 庫拉索奴隸起義（1795）
- 布什战争，圣卢西亚（1795）
- 格林纳达費東叛亂（1796）
- 牙买加第二次褐红色战争（1795–1796）
- 第二次加勒比战争，圣文森特（1795-1797）
- 苏格兰叛乱（1797）
- 1798年爱尔兰叛乱（1798）
- 半岛战争（1807–1814）
- 特库姆瑟的战争 (1810-1813)
- 1811年德国海岸起义（1811年1月8日至10日，奥尔良领地）
- 拉丁美洲独立战争
  - 巴西革命运动
    - 巴西米纳斯吉拉斯州的米纳斯阴谋（1789）
    - 巴西巴伊亚的巴伊亚起义（1798年）
    - 巴西独立宣言（1821 – 1824）

  - 委内瑞拉（JoséLeonardo Chirino）的叛乱（1795）
  - 西班牙美洲獨立戰爭（1808-1833）
    - 阿根廷独立战争
      - 五月革命（ 阿根廷和邻国，1810年）
      - 东方革命（乌拉圭，1811）

    - 智利独立战争
    - 秘鲁独立战争
    - 玻利维亚独立战争
    - 西蒙·玻利瓦尔（Simón Bolívar）的军事征服（南美北部和西部）
    - 厄瓜多尔独立战争
    - 帕特里亚·波巴（哥伦比亚）
    - 委内瑞拉独立战争
    - 墨西哥独立战争

## 个人和运动
- 乔治华盛顿 （美国）
- 托马斯·杰斐逊 （美国）
- 亚历山大·汉密尔顿 （美国）
- 本杰明·富兰克林 （美国）
- 自由之子 （北美）
- 拉斐特侯爵 （法国和北美）
- 爱国者 （荷兰）
- 法国黑社会组织 （法国）
- 拿破仑·波拿巴 （法国和欧洲大部分地区）
- 理查德·普赖斯和约瑟夫·普里斯特利（英国）
- 叛变 （英国）
- 雅各宾俱乐部 （法国，1789–1794年）
- 劳塔罗旅馆
- 马克西米利安·罗伯斯庇尔 （法国）
- 帕斯夸萊·保利 （科西嘉）
- 爱尔兰人联合会 （爱尔兰，1791-1804年）
- 托马斯·潘恩 （英国和北美）
- 人民之友协会 （英国）
- 苏格兰联合会 （苏格兰）
- 联合英国人学会
- 沃尔夫·托恩 （爱尔兰）
- 杜桑·盧維杜爾（海地）
- 查尔斯·德斯隆德斯 （德国海岸）
- 伦敦通信协会 （伦敦）
- 弗朗西斯科·德·米兰达
- 自由社会银行 （ 魁北克 ）
- 塔德乌斯·科希丘斯科（波兰）
- 拜亚纳 （巴西，1798年）
- 西蒙·玻利瓦爾（委内瑞拉，哥伦比亚，厄瓜多尔，秘鲁，玻利维亚）
- 何塞·德·聖馬丁 （阿根廷，智利，秘鲁）
- 何塞·赫瓦西奧·阿蒂加斯（阿根廷乌拉圭）
- 何塞·玛丽亚·莫雷洛斯 （墨西哥）
- 米格爾·伊達爾戈·伊·科斯蒂利亞 （墨西哥）
- 阿古斯丁·德伊图尔比德 （墨西哥）
- 维森特·格雷罗 （墨西哥）

## 注
1. ↑  Wim Klooster, Revolutions in the Atlantic World: A Comparative History (2009)
2. ↑  Laurent Dubois and Richard Rabinowitz, eds. Revolution!: The Atlantic World Reborn (2011)